# Rigoberto López Pego
Rigoberto López Pego (l'Havana, 6 de juny del 1947 - 23 de gener de 2019) va ser un director de cinema cubà, autor de nombrosos documentals i fundador i president de la Mostra Itinerant de Cinema del Carib.

## Carrera
Llicenciat en Ciències Polítiques en la Universitat de l'Havana. Va treballar en el Departament de Cinema de la Televisió Cubana. El 1971, va formar part de l'Institut Cubà de l'Art i la Indústria Cinematogràfics (ICAIC). Els seus documentals i curtmetratges de ficció li van valer el reconeixement del públic i la crítica especialitzada a Cuba i l'estranger. Va filmar a Espanya, Grenada, Haití, Panamà, Etiòpia, Mali, Burkina Faso, Tanzània i Angola, on va exercir com a corresponsal de guerra. Fou director general d'una telenovel·la en Veneçuela, per MARTE-TV, distribuïda per Warner Brothers.
Als Estats Units i Puerto Rico va ser productor i realitzador de Yo Soy del Son a la Salsa, produït per R.M.M. Film Works. Convidat per institucions culturals i acadèmiques de diversos paises va dictar conferències, tallers i seminaris sobre Cinema Cubà, Dramatúrgia del Cinema Documental, Estètica del Nou Cinema Llatinoamericà, Multiracialidad i Identitat en la Societat i la Cultura Cubanes, entre altres temes. També ha escrit articles a revistes i publicacions especialitzades, i és membre de la Unión Nacional de Escritores y Artistas de Cuba (UNEAC).
Va ser fundador i president de la Mostra Itinerant de Cinema del Carib, esdeveniment que es va celebrar per primera vegada l'any 2006 amb el propòsit de difondre les obres audiovisuals que siguin expressió de la identitat cultural del Carib, i de propiciar el diàleg sobre temes relacionats amb l'audiovisual i el cinema en el Carib.

## Filmografia
- De una Vieja Habana (Doc. 10´16 mm. ICRT)1968
- El arroz (Doc. 18´16mm ICRT)1969
- El puerto: Toma I (60´, 16 mm. ICRT)1970
Ustedes tienen la palabra (Asistente de Dirección. LM. Ficc.)1973
De cierta manera (Asistente de Dirección. LM. Ficc.) 1974
- La Quinta Frontera (Asistente de Dirección. Doc. ICAIC)1974
- El otro Francisco (Asistente de Dirección. LM Ficc.)1974
- Crímenes de guerra (Trabajo especial para el tribunal Roussell)1975
- Apuntes para la historia del Movimiento Obrero Cubano (Doc. 38´)1975
- La primera intervención (Doc. 30´)1977
- La lanza de la nación (Doc. 55´)1977
- El eslabón más fuerte (Doc. 27´)1980
- Junto al golfo (Doc. 20´)1980
- Este cine nuestro (Doc. 26´)1980
- Semillas de hombres (Doc. 9´)1982
- Las visitaciones de José Luciano(Doc. 32´)1982
- Granada: el despegue de un sueño (Doc. 32´) 1983
- Pero no olvides (Doc. 60´) 1984
- Roja es la tierra (Doc. 9´) 1985
- África: Círculo del infierno (Doc. 50´) 1985
- Los hijos de Namibia (Doc. 30´) 1987
- Breve carta de Namibia (Doc. 30´) 1987
- El viaje más largo (Doc.28´) 1987
- Esta es mi alma (Doc. 28´)1988
- La primavera prohibida (Doc. 58´) 1988
- Mensajero de los Dioses (Doc. 28´)1989
- Del Caribe al Mediterráneo (Serie Ausencias y Retornos. TV Española Ficc.-Doc. 57´)1990
- La soledad de la jefa de despacho (CM. Ficc. 20´) 1990
- Pedacito de cielo (Telenovela venezolana. Director General. Producida prr MARTE-TV prt Warner Brothers) 1993
- Yo soy del son a la salsa (LM. Doc. 100´) 1996
- Puerto Príncipe mío (Video. CIDIHCA. Doc. 57´) 2000
- Roble de olor (Ficc. 127´) 2003
- Hacer Arte, Hacer Justicia (Documental-Entrevista a Danny Glover 57 min. ICAIC) 2005
- Figueroa (Doc. 33 min. Oak Production) 2007